# بسيفيت

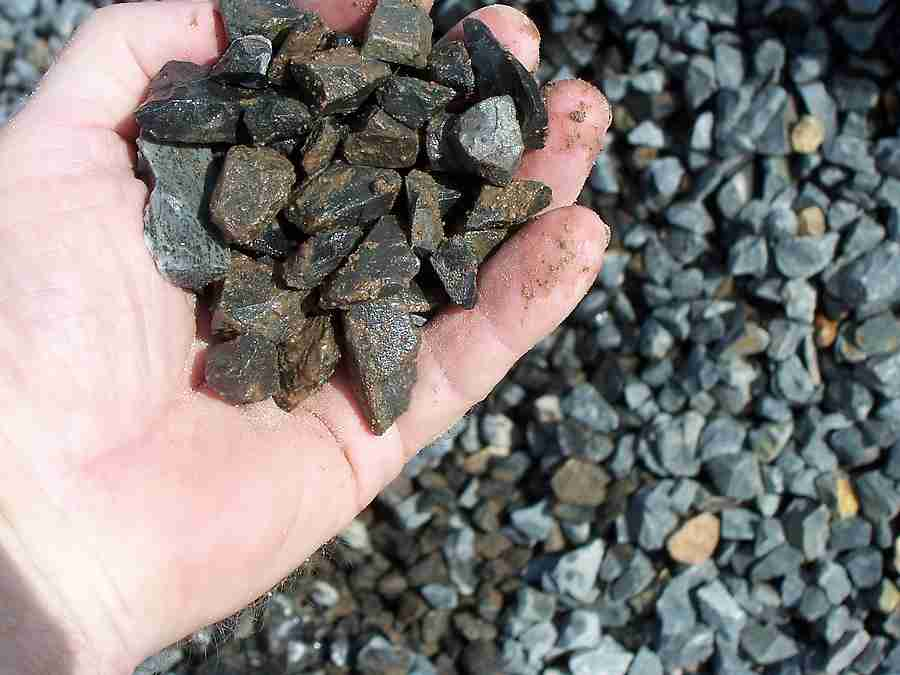

بسيفيت (اليونانية: psephos، «حصاة») هي إما رواسب أو صخور رسوبية مكونة من شظايا أكثر خشونة من الرمل ومحاطة بمصفوفة تختلف من حيث النوع والكمية. وهو ما يعادل ريديت. لوحة خشبية، الحصى، مدملكات، وخصوصا رصيص، فإن كل اعتبار بسيفيتات. وهو مكافئ للمصطلح ريديت اللاتيني. يستخدم بسيفيت بشكل أكثر شيوعًا في تعريف الروديت المتحول.

## التصنيف
يعطي بيتيجون  المصطلحات الوصفية التالية استنادًا إلى حجم الحبيبات، مع تجنب استخدام مصطلحات مثل «الصلصال» أو «الطُفال» التي تنطوي على آثار التركيب الكيميائي:
| النسيج | الشائع    | باليونانية       | باللاتينية     |
| ------ | --------- | ---------------- | -------------- |
| خشن    | حصى (ly)  | بسيفيت (بسيفيتي) | ريديت (ريديسي) |
| متوسط  | رمل (y)   | بساميت (بساميتي) | أرينيت (رملي)  |
| ناعم   | طيني (ey) | بيليت ( بيليتي ) | ليتيت (ليتاسي) |